# مقاطعة غرين (إنديانا)
مقاطعة غرين (بالإنجليزية: Greene County, Indiana)‏ هي إحدى مقاطعات ولاية إنديانا في الولايات المتحدة. تأسست سنة 1821، بلغ عدد سكانها 33165 نسمة في عام 2010 حسب إحصاء مكتب تعداد الولايات المتحدة وتصل الكثافة السكانية فيها 23.64 نسمة/كم2.

## وصلات خارجية
- United States Counties